# 캅카스긴꼬리쥐
캅카스긴꼬리쥐(Sicista caucasica)는 뛰는쥐과에 속하는 설치류의 일종이다. 러시아의 토착종이다.